# Teosa
Teosa, ou Toosa (Θόωσα, Thoōsa), segundo a mitologia grega, é uma Ninfa, amante de Poseidon e mãe de Polifemo. Versões posteriores dizem que ela é descendente, ou até mesmo filha, de um dos três ciclopes (filhos de Gaia e Urano) e ainda os ciclopes da Sicília são descendentes desses três ciclopes "primordiais".